# 佐久間英
佐久間 英（さくま えい、1913年2月1日 - 1975年12月16日）は、新潟県出身の人名研究家、歯学博士。日本歯科大学講師。
当時の高田市（後の上越市の一部）に生まれる。日本歯科大学卒業。日本医大で歯学博士号を取得。論文の題は　「成人口腔粘膜の組織学的研究、特に上皮の厚さ及び乳頭の高さについて」。
歯学研究の傍ら、1935年ごろ長野県における歯科検診がきっかけで姓名に興味を持ち始め、家族揃って姓名研究に打ち込む。日本橋三越本店「名前相談室」担当者として活動し、「お名前博士」と呼ばれた。
その後、日本人の名字を多い順に並べるランキングを日本国内で初めて発表し、佐久間の名は知られるようになった。
妻の佐久間津奈子も日本民俗学会会員で姓名研究をおこなっている。

## 佐久間ランキング
英は、日本人苗字ランキングを作成し、7年半の労苦の末、1964年に「佐久間ランキング」の名で発表。日本初となるランキング発表であった。
苗字統計は小学校の名簿などを参考にしたという。このデータは修正を経て1972年の『日本人の姓』（六藝書房）に収録された。
なお、日本人の姓に関する近年の各種調査ではいずれも「佐藤」が人口数で1位となっているが、佐久間ランキングで1位とされたのは「鈴木」であった。
また、他の同種の調査で3位となることの多い高橋は、佐久間ランキングでは6位であるなど、若干の差異がある。

### 「佐久間ランキング」が活用されていると思われる事例
- ヱスビー食品から1980年代に発売されたスナック菓子シリーズ「鈴木くん」「佐藤くん」「田中くん」「山本さん」は、テレビCMにおいてこの順で紹介されたが、これは鈴木を1位とする佐久間ランキングの上位4位までの順番と一致する。
- NECのワープロ専用機「文豪mini7E」の漢字変換辞書にあらかじめ登録されていた苗字は、佐久間ランキングの上位1000位までであった。

## 著書
- 『お名前拝見』早川書房、1964年
- 『珍姓奇名』早川書房、1965年
  - 早川NF文庫、1981年
- 『赤ちゃんの名づけ方』主婦と生活社、1966年
- 『赤ちゃんの名前』大泉書店、1967年
- 『日本の名字─五千傑と姓の考現学』谷川商事、1968年
- 『お名前風土記』読売新聞社、1971年
- 『日本人の姓』六藝書房、1972年
- 『人名漢字の話題と字種』日本加除出版、1974年